# Кристал (Вісконсин)
Кристал (англ. Crystal) — місто (англ. town) в США, в окрузі Вошберн штату Вісконсин. Населення — 280 осіб (2020).

## Демографія
Згідно з переписом 2010 року, у місті мешкало 267 осіб у 111 домогосподарстві у складі 79 родин. Було 215 помешкань
Расовий склад населення:
| - 96,3 % — білих - 1,9 % — корінних американців - 0,4 % — азіатів |

До двох чи більше рас належало 0,7 %. Частка іспаномовних становила 0,7 % від усіх жителів.
За віковим діапазоном населення розподілялося таким чином: 17,6 % — особи молодші 18 років, 62,5 % — особи у віці 18—64 років, 19,9 % — особи у віці 65 років та старші. Медіана віку мешканця становила 49,1 року. На 100 осіб жіночої статі у місті припадало 100,8 чоловіків;  на 100 жінок у віці від 18 років та старших — 111,5 чоловіків також старших 18 років.
Середній дохід на одне домашнє господарство  становив 69 757 доларів США (медіана — 60 625), а середній дохід на одну сім'ю — 75 205 доларів (медіана — 64 063). Медіана доходів становила 52 500 доларів для чоловіків та 32 250 доларів для жінок. За межею бідності перебувало 20,4 % осіб, у тому числі 59,6 % дітей у віці до 18 років та 6,0 % осіб у віці 65 років та старших.
Цивільне працевлаштоване населення становило 121 особа. Основні галузі зайнятості: виробництво — 22,3 %, освіта, охорона здоров'я та соціальна допомога — 15,7 %, роздрібна торгівля — 13,2 %.